# Oceana (cantante)
Oceana Mahlmann, nota anche semplicemente come Oceana (Wedel, 23 gennaio 1982), è una cantante tedesca di origini martinicane.
È conosciuta a livello europeo per aver cantato l'inno ufficiale del campionato europeo di calcio 2012.

## Premi e riconoscimenti
L'artista, nel 2012, viene premiata con un Summer Music Award come Best International Act.

## Discografia

### Album Studio
- Love Supply (2009)
- My House (2012)

### Album in collaborazione con altri cantanti
- Magic Lights (2000)

### Singoli
- Es Hat Mich Erwischt (1998)
- 48 Stunden (come Oceana & Kim, 2000)
- Cry Cry (2009)
- Pussycat on a Leash (2009)
- Run Baby Run (2010)
- La La (2010)
- Endless Summer (inno ufficiale del campionato europeo di calcio 2012)
- Put Your Gun Down (2012)
- Everybody (2014)
- Unexpected (2014)
- Brace (2016)
- Can't Stop Thinking About You (2017)

### Collaborazioni
- 2000- 48 Stunden (con Kim Frank)
- 2006- Es hat mich erwischt (con Kim Frank)
- 2008- Zucker (con Peter Fox)
- 2010- Bang (Remix) (con Boundzound)
- 2010- Far Away (con Leon Taylor)

## Classifica

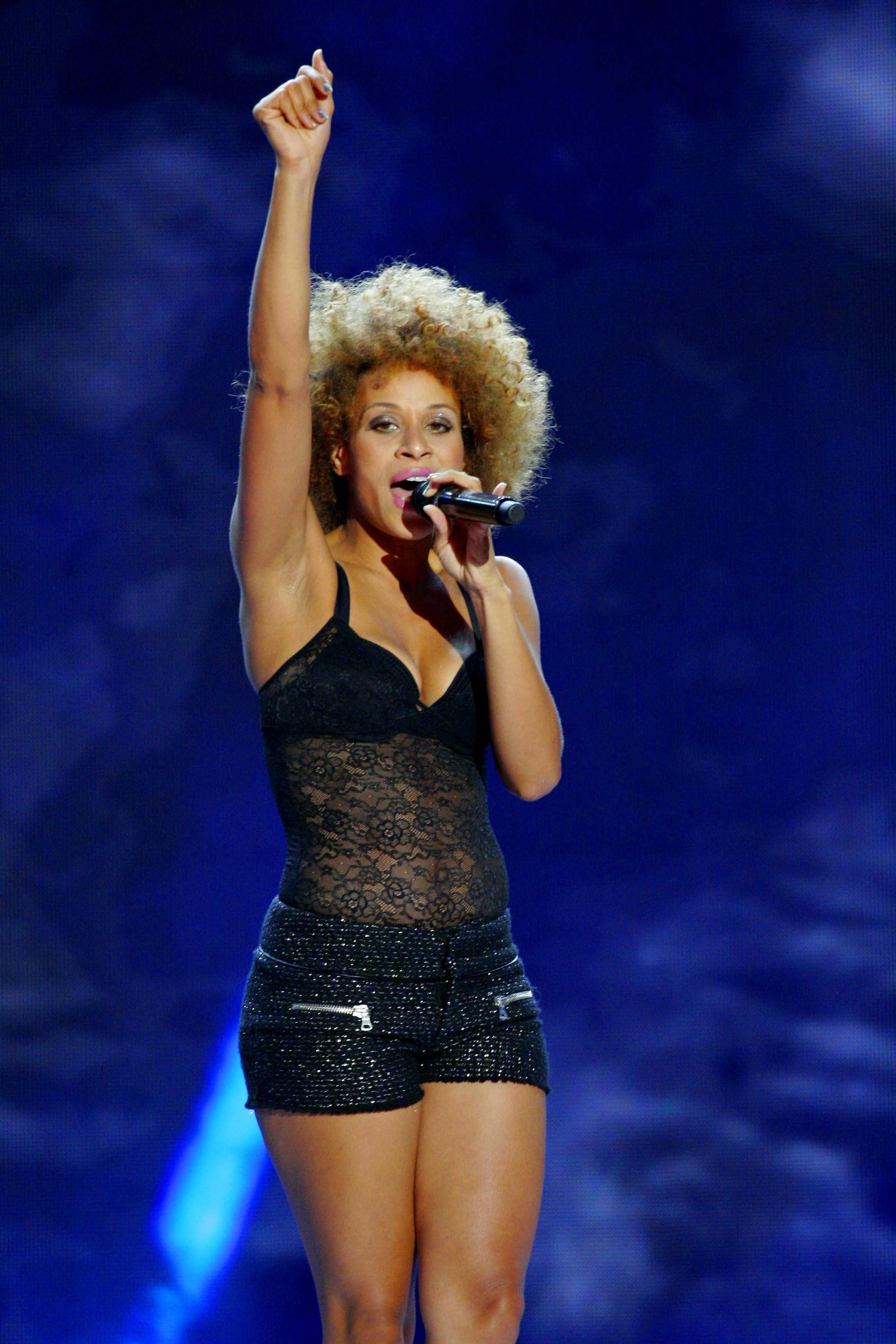
Oceana in concerto

| Anno                                     | Titolo                   | Andamento in classifica | Andamento in classifica | Andamento in classifica | Andamento in classifica | Andamento in classifica | Andamento in classifica | Andamento in classifica | Andamento in classifica | Andamento in classifica | Andamento in classifica |
| Anno                                     | Titolo                   | POL                     | AUT                     | BEL                     | GRE                     | GER                     | HUN                     | RUS                     | SPA                     | SWI                     |                         |
| ---------------------------------------- | ------------------------ | ----------------------- | ----------------------- | ----------------------- | ----------------------- | ----------------------- | ----------------------- | ----------------------- | ----------------------- | ----------------------- | ----------------------- |
| 1998                                     | Es hat mich erwischt     | —                       | —                       | —                       | —                       | —                       | —                       | —                       | —                       | —                       |                         |
| 2000                                     | 48 Stunden               | —                       | —                       | —                       | —                       | —                       | —                       | —                       | —                       | —                       |                         |
| 2009                                     | Cry Cry                  | 1                       | 72                      | 25                      | 1                       | 52                      | 1                       | 3                       | 8                       | 39                      |                         |
| 2009                                     | Pussycat on a Leash      | —                       | —                       | —                       | —                       | —                       | 2                       | —                       | —                       | —                       |                         |
| 2010                                     | La La                    | —                       | —                       | —                       | —                       | —                       | —                       | —                       | —                       | —                       |                         |
| 2010                                     | Far Away (& Leon Taylor) | —                       | —                       | —                       | —                       | 57                      | —                       | —                       | —                       | —                       |                         |
| 2011                                     | As Sweet As You          | —                       | —                       | —                       | —                       | —                       | —                       | —                       | —                       | —                       |                         |
| 2012                                     | Endless Summer           | 1                       | 25                      | —                       | —                       | 5                       | 5                       | —                       | —                       | 9                       |                         |
| 2012                                     | Put Your Gun Down        | —                       | —                       | —                       | —                       | —                       | —                       | —                       | —                       | —                       |                         |
| "—" significa che non si è classificato. |                          |                         |                         |                         |                         |                         |                         |                         |                         |                         |                         |